# Microserica semitecta
Microserica semitecta är en skalbaggsart som beskrevs av Brenske 1899. Microserica semitecta ingår i släktet Microserica och familjen Melolonthidae. Inga underarter finns listade i Catalogue of Life.